# Neotelphusa
Neotelphusa is een geslacht van vlinders van de familie tastermotten (Gelechiidae).

## Soorten
- N. anisogrisea Janse, 1958
- N. bimaculata Janse, 1958
- N. castrigera (Meyrick, 1913)
- N. cirrhomacula Janse, 1958
- N. cisti (Stainton, 1869)
- N. craterota (Meyrick, 1913)
- N. ferrugilinea Janse, 1958
- N. flavinotata Janse, 1958
- N. fuscisparsa Janse, 1958
- N. huemeri Nel, 1998
- N. limenaea (Meyrick, 1920)
- N. melicentra (Meyrick, 1921)
- N. obliquifascia Janse, 1960
- N. ochlerodes (Meyrick, 1926)
- N. ochrophthalma (Meyrick, 1927)

- N. pallidistola Janse, 1958
- N. phaeomacula Janse, 1958
- N. praefixa (Braun, 1921)
- N. querciella (Chambers, 1872)
- N. sequax (Haworth, 1828)
- N. similella Janse, 1958
- N. tapinota Janse, 1958
- N. traugotti Huemer & Karsholt, 2001